# Ali Saeed Saqer
Ali Saeed Saqer (Arabic:علي سعيد صقر) (sinh ngày 30 tháng 6 năm 1989) là một cầu thủ bóng đá người Các Tiểu vương quốc Ả Rập Thống nhất. Hiện tại anh thi đấu cho Emirates Club.
Vào tháng 9 năm 2016 Ali Saeed Saqer nhận sự chú ý tiêu cực khi anh bị nhận một thẻ đỏ trực tiếp sau khi giẫm lên đầu của Danilo Moreno Asprilla trong khi đang nằm dưới đất, trong thất bại 5-2 trước Al-Ain.